# 宋述樵
宋述樵（1901年2月12日—1993年6月4日），學名鎮崙，號廣平。貴州省龍里縣人。民國37年（1948年）在貴州省第一選區當選第一屆立法委員。

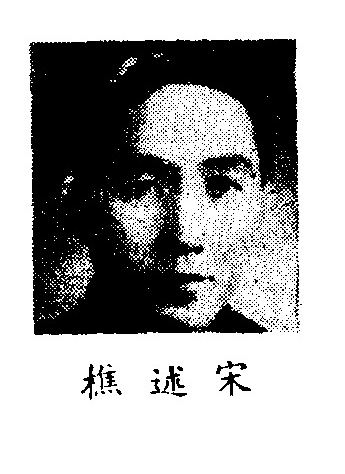
制憲國民大會代表

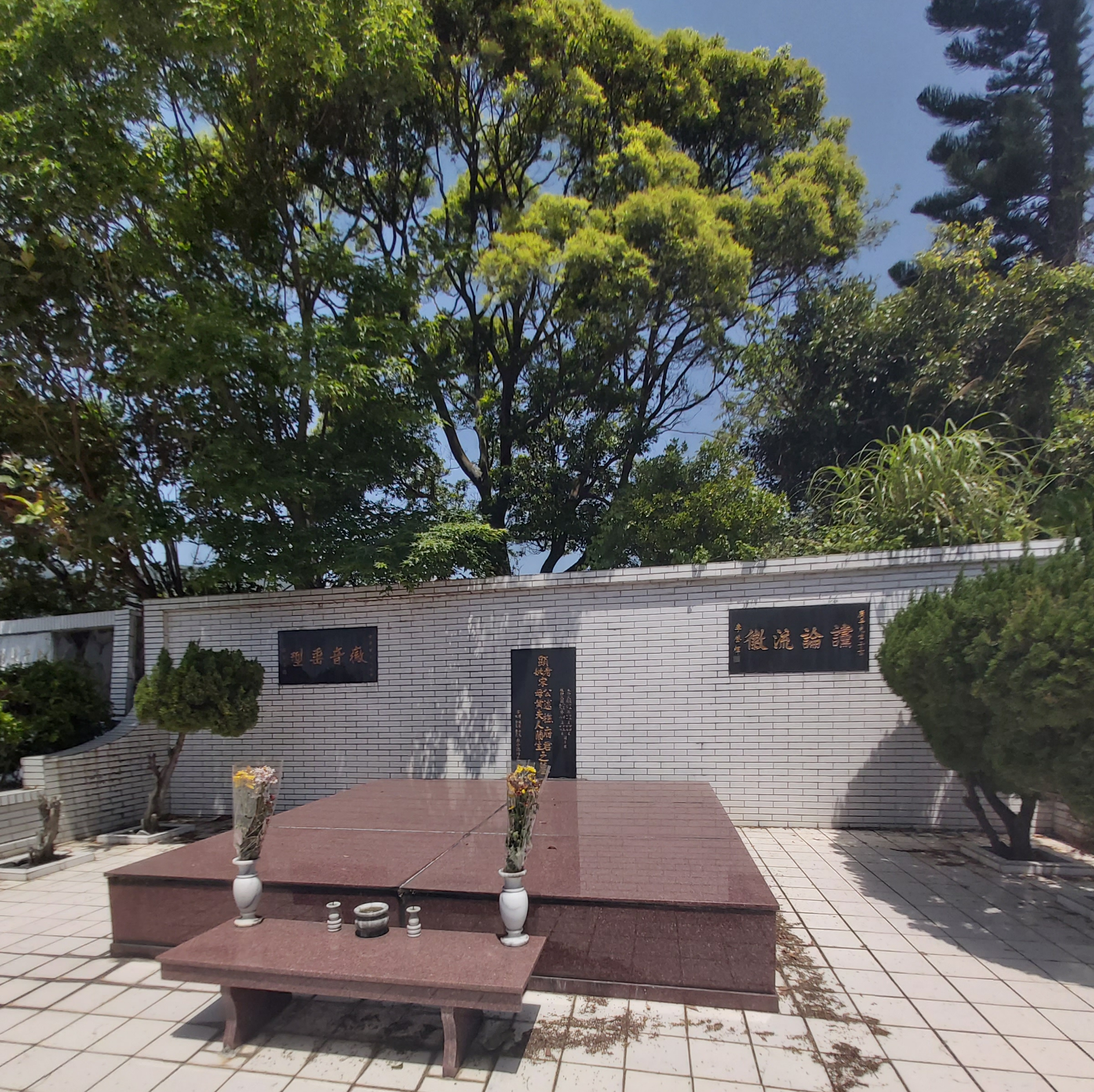
臺北市北投區陽明山第一公墓內的宋述樵與黃蘭生夫婦墓

## 生平[1][2][3][4][5][6]
- 貴陽模範中學
- 上海商科大學
- 國立東南大學政法經濟系畢業
- 中國國民黨第二次全國代表候補中央委員
- 國民革命軍左翼軍宜昌衞戍部秘書長
- 中央宣傳部指導科主任
- 交通部秘書
- 國營招商局秘書長
- 司法行政部及司法院主任秘書、最高法院檢察官、中央公務員懲戒委員會委員
- 中國國民黨第六屆全國代表大會中央監察委員〔非代表當選〕
- 中央政治委員
- 制憲國民大會代表

## 家庭
- 德配黃蘭生女士，前臨時執政府總參議黃書霖（黃峙青，安徽舒城人）公之女，前總統府國策顧問黃伯度先生之妹，上海法政大學畢業
- 長子宋安華，美國紐約大學電機士，任美國電話電報公司工程師
- 次子宋安良，美國約翰霍浦金斯大學物理博士，任職美國國家核能管理署
- 長女宋丹麗，東吳大學肄業，服務於臺北銀行
- 次女宋曼貞，銘傳商學系畢業
- 長孫宋文中，就讀美國維金尼亞工慕大學土木工粗學系
- 次孫宋文廈，就讀美國依里諾大學電工程學系